# William Cairns
William Wellington Cairns (n. 3 de març de 1828, Belfast - m. 7 de juliol de 1888, Londres) va ser un administrador colonial britànic.
Al llarg de la seva vida va exercir diversos càrrecs d' alt nivell a l'administració pública de les colònies de l ' Imperi britànic abans de ser nomenat governador de Queensland (Austràlia) el gener de 1875. Va ocupar el càrrec durant dos anys per convertir-se a continuació en governador interí d'Austràlia del Sud. Posteriorment va tornar a Anglaterra, on va morir a Londres el 7 de juliol de 1888, sent enterrat al cementiri de Brompton.
Va ser cavaller comanador de l'Ordre de Sant Miquel i Sant Jordi, i la ciutat australiana de Cairns, a Queensland, porta el seu nom.

## Biografia
Provenia d'una família de terratinents d'Irlanda. Durant la joventut va tenir problemes de salut i els metges li van aconsellar viure en zona amb un clima més càlid. En 1852 emigra a Ceilan, on s'uneix al servei colonial local. Durant els dotze anys de treball va arribar al màxim càrrec governatiu de Ceilan, que va obtenir el 1864 i va exercir durant tres anys consecutius.

### Trinitat i Austràlia
Va servir en diversos càrrecs de servei civil colonial a l'Imperi Britànic, inclosa Trinitat, canviant-la per problemes de salut, abans de ser nomenat governador de Queensland el gener de 1875. Va ocupar el càrrec durant dos anys abans de convertir-se en l'administrador d'Austràlia Meridional el 1877. Cairns va rebre un CMG el 1874, seguit d'un títol de cavaller el 1877.
Tot i aquests problemes el 1875 es va convertir en governador de la càlida colònia de Queensland, a Austràlia. Va ser una persona involucrada en assumptes humanitaris, atenent la situació dels aborígens i el tractament dels convictes, condemnant enèrgicament la brutalitat de la policia colonial contra aquests grups.
Durant el seu mandat va fundar la ciutat de Cairns, la qual rep aquest nom en el seu honor. En 1877 va ser transferit a l'Oficina del Governador d'Austràlia del Sud, de nou a causa de problemes de salut, i encara que va ser nomenat formalment, finalment renunciaria a aquest càrrec.

### Retorn

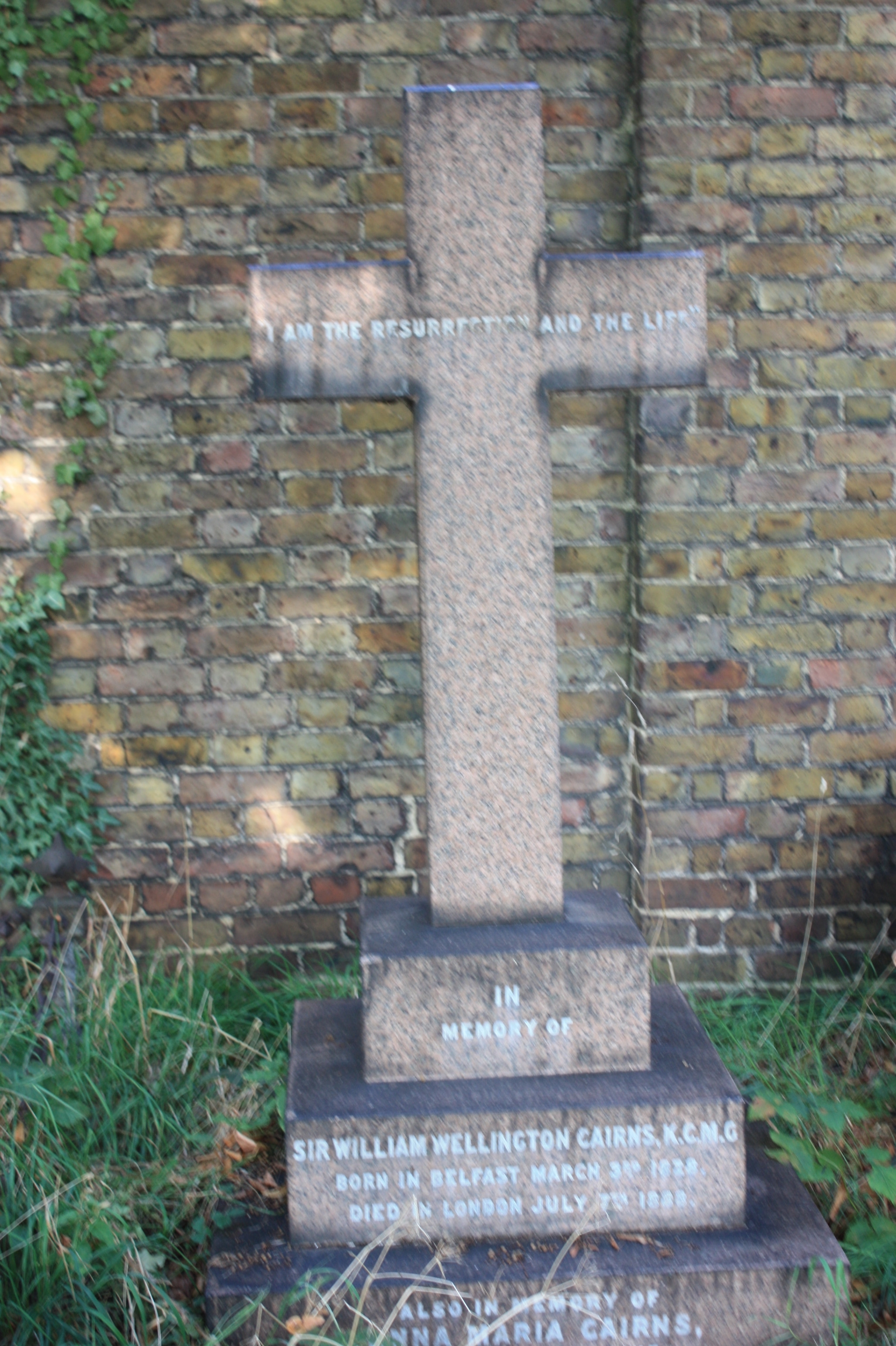
Tomba de William Cairns i la seva germana Anna Maria Cairns, a la cantonada nord-est del cementiri de Brompton.

Es retiraria de l'exercici de càrrec públics tornant a Anglaterra, on viuria fins a la seva mort en un hospital de Londres el juliol de 1888, solter ia l'edat de 60 anys. El certificat de defunció va indicar que la causa del decés es va deure a una malaltia crònica que va patir durant diversos anys: la bronquitis. El seu cos està enterrat en una senzilla tomba al cementiri de Brompton, juntament amb el de la seva germana Anna Maria Cairns.

## Llegat
La ciutat de Cairns a Queensland va rebre el seu nom el 1876.